# Hommelvik

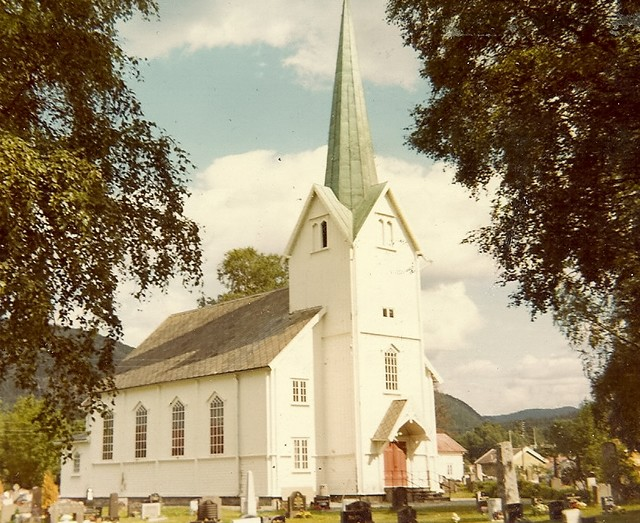
Hommelvik kirke (Iglesia de Hommelvik)

Hommelvik es una localidad de la provincia de Trøndelag, en el centro de Noruega. Forma parte de la región de Trondheim y es la cabecera del municipio de Malvik.
Hommelvik se encuentra al final de Hommelvika, una bahía cercana al fiordo de Trondheim. Se sitúa a 2,5 kilómetros al suroeste de Muruvika, cerca de 4 kilómetros al sureste de Smiskaret, a unos 8 kilómetros al este de Vikhammer, y a aproximadamente 10 kilómetros al norte de Sneisen. El río Homla atraviesa el centro poblado.
La localidad, cuya área urbana es de 2,82  km², tiene una población (2015) de 4867 habitantes.  La densidad de población de Hommelvik es de 1862 habitantes por kilómetro cuadrado. Hommelvik kirke, una iglesia del siglo XIX, se encuentra en la zona residencial, justo al sur del muelle. La ruta europea E6 pasa por la localidad y el Servicio de Tren de Pasajeros de Trøndelag (en noruego: NSB Lokaltog Trøndelag) tiene una parada en la Estación de Hommelvik.